# Генрих I (граф Штаде)
Генрих I Лысый (нем. Heinrich I «der Kahle» von Stade; ок. 923/925 — 11 мая 976) — граф Штаде. Сын Лотаря II фон Штаде и его жены Сванхильды Саксонской. Родственник императора Оттона I, но степень и категория родства не выяснена.

## Биография

### Правление
После гибели Лотаря II в битве при Ленцене (5 сентября 929 года) его сыновья Генрих I и Зигфрид I были ещё маленькими детьми, и графство Штаде захватил Вихман I Старший Биллунг. В 955 году его сыновья Вихман II и Эгберт Одноглазый восстали против короля Оттона I, и тот отнял у них Штаде и передал наследникам Лотаря II.
Есть и другая версия: что после смерти Вихмана I (944 год) Генрих был назначен опекуном его несовершеннолетних сыновей и в этот период захватил Штаде. В таком случае получается, что родовые владения его отца были не в Штаде, а где-то ещё в Северной Саксонии.
В 959 году Генрих I получил в лен графство Хайлангау.
В 964 году основал город Харзефельд.

### Семья
Первая жена (945 год) — Юдит из рода Конрадинов (ок. 925 — 16 сентября 973), возможно, сестра швабского герцога Конрада I. Дети:
- Генрих II Добрый (ок. 946 — 2 октября 1016), граф Штаде
- Лотарь Удо I[англ.] (ок. 950 — погиб в бою 23 июня 994), граф Штаде
- Герберга (ок.950-1000), муж (975) — Дитрих I, граф Кверфурта
- Кунигунда (ок. 956 — 13 июля 997), муж — Зигфрид I, граф Вальбек. Их сыном был Титмар Мерзебургский.
- Хервига, аббатисса в Хеслингене
- Эмнильда, монахиня
- Зигфрид II (965—1037), граф Штаде.

Вторая жена — Хильдегарда фон Райнхаузен, дочь Эли I, графа фон Райнхаузен. Дочь:
- Хильдегарда (974 — 3 октября 1011), муж (990) — Бернхард I Биллунг, герцог Саксонии.